# IMI Systems
IMI Systems Ltd., nota in precedenza come Israel Military Industries o IMI-TAAS, è stata un'azienda israeliana che operava nel settore della difesa attraverso la produzione di armi da fuoco, munizioni, equipaggiamento e tecnologia militare riservato prevalentemente alle forze armate israeliane, incorporata dal 25 novembre 2018 dalla Elbit Systems Ltd..

## Armi da fuoco
Le armi da fuoco della IMI sono state tra le più famose nel mondo. La Uzi è indiscutibilmente una delle pistole mitragliatrici più popolari nel mondo, a causa della sua compattezza e della sua affidabilità.
Il Galil è un fucile d'assalto compatto. La Negev è stata la principale mitragliatrice leggera della IMI. La Jericho 941 è una pistola semi-automatica, mentre il Tavor è un fucile d'assalto bullpup.

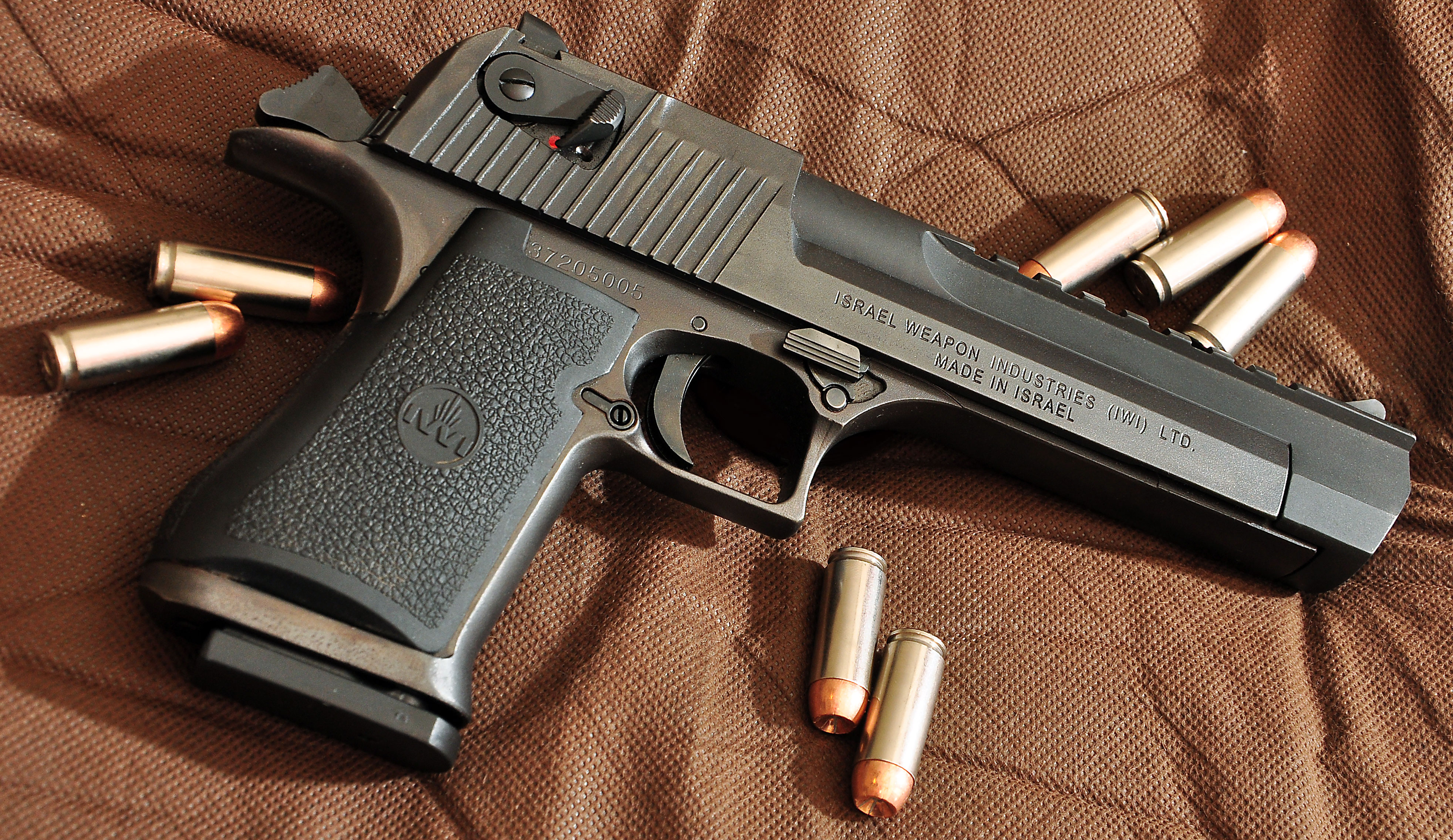
Desert Eagle in .50 AE

Negli anni '80 un designer di armi da fuoco americano, Magnum Research, contrattò con IMI per un re-design e produzione di una pistola semi-automatica camerata in calibro Magnum (.44 Magnum, .357 Magnum e .50 AE). Il risultato fu la Desert Eagle, una pistola molto potente resa famosa da Hollywood e dagli sparatutto in prima persona.

## Altri prodotti
IMI ha dedicato fabbriche alla produzione di munizioni per armi da fuoco, artiglieria (sia colpi esplosivi e razzi) e carri armati. La maggior parte dei suoi prodotti è stato NATO-compatibile, ma IMI produceva anche munizioni di calibro da blocco orientale.
Oltre ad armi leggere, la IMI produceva anche armi pesanti e un vasto assortimento di prodotti difensivi per veicoli, sistemi di sminamento e sistemi di ricognizione. Inoltre produce contromisure per velivoli.

## Ex prodotti

### Armi da fuoco
- Galil - fucile d'assalto
- Galil ACE - fucile da battaglia
- Tavor - fucile d'assalto bullpup
- Negev - la mitragliatrice leggera di punta,
- Uzi - pistola mitragliatrice
- Jericho 941 - pistola
- SP-21 Barak - pistola
- Desert Eagle - pistola
- MAPATS ATGM

### Armi pesanti
- Missile Delilah
- IMI 120 mm gun
- LAR-160
- CornerShot

### Protezioni
- Corazza reattiva
- Kit di protezione trattore (TPK) per il Caterpillar D7
- Kit di corazza per il bulldozer Caterpillar D9